# 北大路 (新竹市)
北大路為台灣新竹市東西向的市區重要道路之一。東北接民生路；南接中山路，銜接四維路。

## 行經行政區域
（由東北至南）
- 東區
- 北區

## 車道配置
- 民生路─延平路一段：雙向各二車道
- 延平路一段─北新街：雙向各一車道
- 北新街─中山路：雙向各二車道

## 沿線設施
| （由東北至南） - 渣打銀行北新竹分行（6號） - 臺灣土地銀行東新竹分行（22號） - 法務部法務部行政執行署新竹分署（民權路220號8樓） - 新竹市私立曙光女子高級中學（61號） - 新竹市私立曙光國民小學（页面存档备份，存于）（70號） - 財政部台灣省北區國稅局新竹市分局北大路辦公室（90之2號） - 財政部國有財產局台灣中區辦事處新竹分處（94號） - 經濟部水利署第二河川局（页面存档备份，存于）（97號） - 新竹巿文化公園 - 上海商業儲蓄銀行新竹分行（115號） - 香港上海匯豐銀行新竹分行（117號） - 新竹市北大公園 | - 合作金庫銀行北新竹分行（168號） - 財團法人台灣省天主教會新竹教區附設新竹市私立德蘭幼兒園（174號） - 台北富邦銀行新竹分行（中正路141號） - 新竹市警察局第一分局北門派出所（218號） - 新竹第三信用合作社（页面存档备份，存于）總社（282號） - 國泰世華商業銀行新竹分行（307號） - 頂好超市北大店（338號） - 星展銀行新竹分行（346號） - 新竹市北區西門國民小學（页面存档备份，存于）（450號） - 台新國際商業銀行北大分行（457號） - 中華郵政新竹西門郵局（页面存档备份，存于）（新竹10支局）（471號） |

## 公車資訊
- 新竹客運
  - 世博1號  田美一站─曙光女中─水利局─北大橋─北大教堂─長和宮
  - 市區10路 棒球場─服務中心
  - 市區11路 西門國小
  - 市區16路 田美一站─曙光女中─水利局─北大橋─北大教堂
- 國光客運
  - 182 北大橋